# August Weckesser

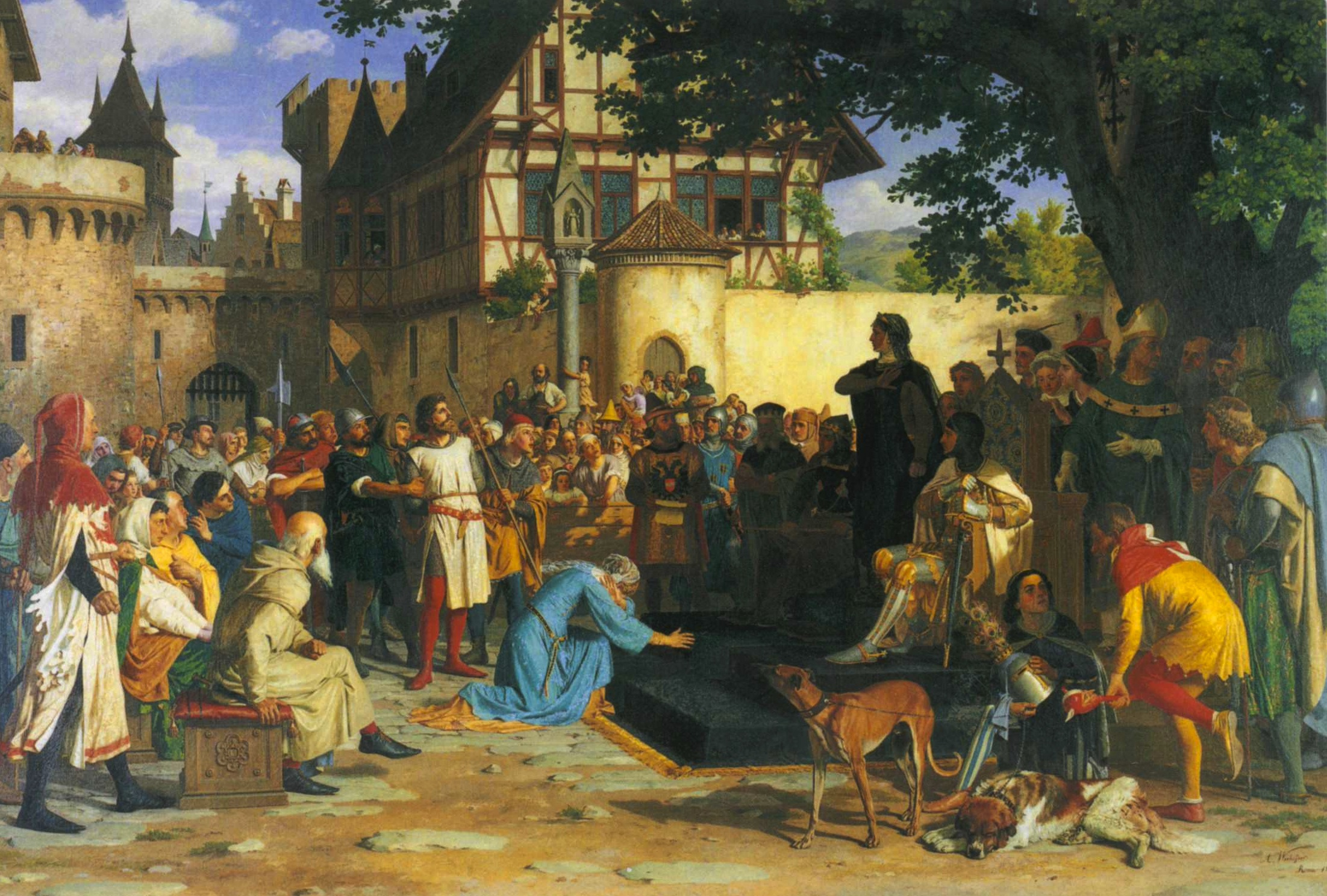
Rudolf von Warts Gattin Gertrud von Balm fleht vor Agnes von Ungarn um das Leben ihres Mannes

August Weckesser (* 28. November 1821 in Töss (heute Winterthur); † 11. Januar 1899 in Rom) war ein Schweizer Maler. Bekannt geworden ist er vor allem als Historienmaler.

## Leben
August Weckesser war der Sohn des aus Wertheim stammenden Johann Christoph Adam Weckesser  (1786–1834) und seiner Frau Elisabeth Furrer (1799–1852), einer Nichte des späteren Bundespräsidenten Jonas Furrer. Nachdem er seine ersten Lebensjahre in Töss verbrachte, zügelte die er zusammen mit seinen fünf Geschwistern in die Untermühle in Oberwinterthur, die von seinem Vater übernommen wurde. Im Alter von 15 Jahren verliess er die Schule und machte eine Lehre als Müller im Familienbetrieb. Anschliessend liess sich der 19-jährige Weckesser vom Winterthurer Portraitisten und Historienmaler Eduard Steiner (1811–1860) zum Maler ausbilden. 1841 besuchte er, finanziell unterstützt von Winterthurer Kaufleuten, die Kunstakademie München.
1843 eröffnete er in München sein eigenes Atelier. 1848 kehrte er nach Winterthur zurück und besuchte dort eine Fortbildung bei Johann Caspar Weidenmann. 1849 erhielt er seinen ersten grossen Auftrag: Er bemalte die Halbbogen oberhalb der Büchergestelle in der damaligen Knabenschule Winterthur (heute Museum Oskar Reinhart).
1851 folgten Ausbildungsjahre in Antwerpen, Paris und Rom. Weckessers bevorzugte Stadt wurde jedoch München, wo er unter den dortigen Historienmalern, vor allem bei Wilhelm von Kaulbach, seine Vorbilder fand. Finanziert und gefördert wurde Weckesser durch Kaufleute, die in den gemalten Helden und Taten eigene Ideale wie Mut, christliche Werte und Vaterlandsliebe dargestellt sahen.
Bekannte Werke sind unter anderen «Die Ausbreitung des Christentums, Gallus und Kolumban bei Tuggen», heute im Kunstmuseum Winterthur (Besitzer: Winterthurer Bibliotheken), oder «Zwinglis Tod auf dem Schlachtfeld», heute im Kunstmuseum Winterthur. Das figurenreichste Werk Weckessers hängt im Schloss Kyburg. Es entstand 1878 und zeigt die Gattin des Königsmörders Rudolf von Wart, wie sie vor Agnes von Ungarn vergeblich um das Leben ihres Mannes fleht.
1858 unternahm Weckesser die erste von mehreren Reisen nach Italien, das zu seiner zweiten Heimat wurde und wo er am 11. Januar 1899 nach einem Nierenleiden verstarb. Nach seinem Tod fand im Stadthaus Winterthur eine Retrospektive seines Lebenswerks statt.
August Weckesser blieb unverheiratet. Er war unter anderem mit den Malern Ernst Stückelberg und Rudolf Koller sowie dem Bildhauer Ferdinand Schlöth befreundet.